# مايكل يانسن
مايكل يانسن (بالهولندية: Michael Jansen)‏ (10 يونيو 1984 نايميخن هولندا - ) هو لاعب كرة قدم هولندي يلعب كمدافع.